# 保留所有权利

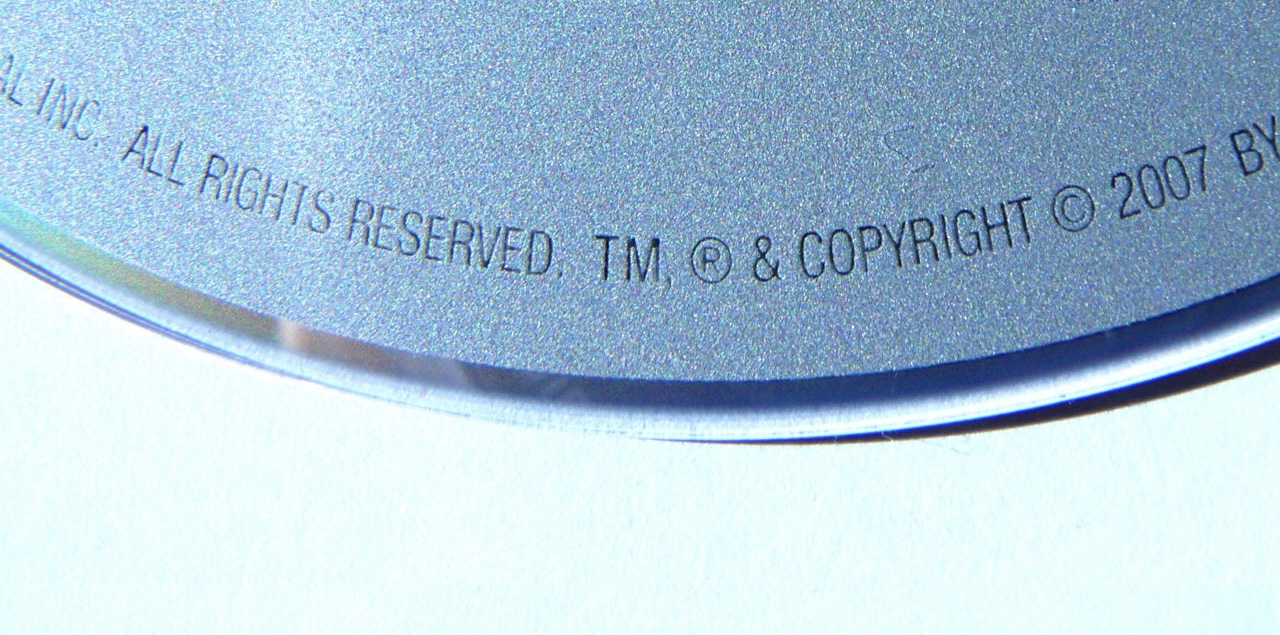
DVD上的“保留所有权利”字样

保留所有权利（英語：all rights reserved），是一种著作权手续，表示著作权持有人保留著作权法规定的所有权利。这种著作权手续起源于1910年的《布宜诺斯艾利斯公约》，但现在在任何司法管辖区不再具有任何法律效力。然而，这种著作权手续仍被许多著作权持有人使用。

## 起源
《布宜诺斯艾利斯公约》第3条规定，任何签署国登记的作品，只要作品内标注了“权利”的“保留”，就授予其在所有签署国的著作权。“保留所有权利”虽然没有在公约中出现，但符合公约的要求。
其他著作权条约并不要求这种手续。例如，1952年签订的《世界版权公约》将版权符号©用于标识版权（1954年引进美国）。《伯尔尼保护文学和艺术作品公约》1908年修订版的第四条拒绝了这种手续，所以《伯尔尼公约》签署国内的作者无需使用“保留所有权利”即可保护他们的作品。但是，由于并非所有《布宜诺斯艾利斯公约》签署国都是《伯尔尼公约》或《世界版权公约》的成员（例如美国1955年才加入《世界版权公约》），1910年至1952年间，大多数《布宜诺斯艾利斯公约》签署国内的出版商为了保护作品，会同时使用“保留所有权利”和版权符号。

## 过时
2000年8月23日，尼加拉瓜成为最后一个加入《伯尔尼公约》的《布宜诺斯艾利斯公约》签署国，使得标注“保留所有权利”的要求过时。此日起，所有《布宜诺斯艾利斯公约》（唯一一个要求使用“保留所有权利”的版权条约）签署国都是《伯尔尼公约》（无需任何版权通知）的成员。
这个词继续被艺术家、作家和内容创作者广泛使用，以警告人们其作品不能被自由复制。